# پیرانیکا
پیرانیکا (به ایتالیایی: Pieranica) یک کومونه در ایتالیا است که در استان کریمونا واقع شده‌است.
 پیرانیکا ۲٫۷ کیلومتر مربع مساحت و ۱٬۱۸۱ نفر جمعیت دارد و ۹۱ متر بالاتر از سطح دریا واقع شده‌است.